# Knittelsheim

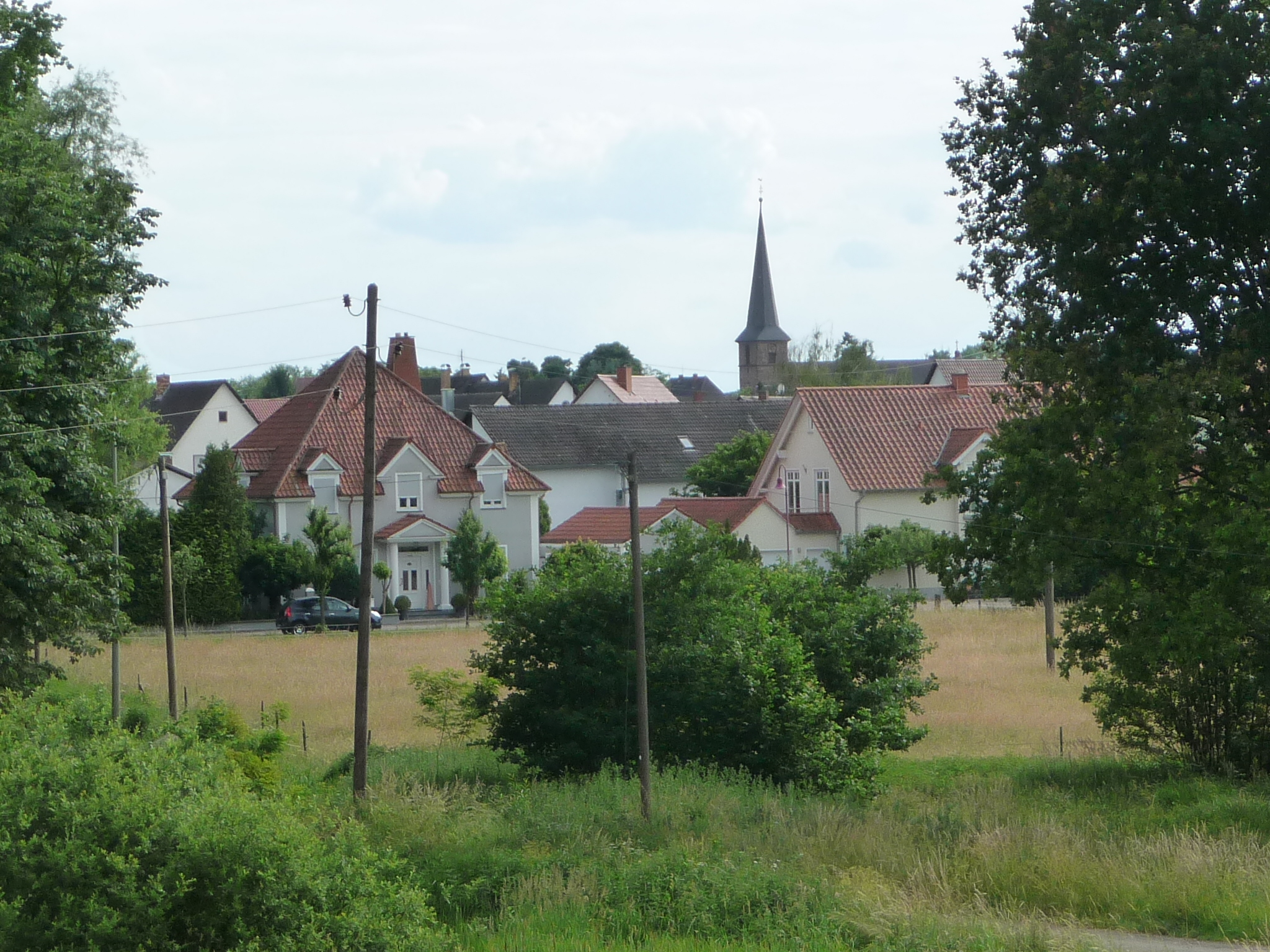
Ortsbild von Knittelsheim

Knittelsheim ist eine Ortsgemeinde im Landkreis Germersheim in Rheinland-Pfalz. Sie gehört der Verbandsgemeinde Bellheim an.

## Geographie
Der Ort liegt zwischen Germersheim und Landau in der Pfalz. Zu Knittelsheim gehören zusätzlich die Wohnplätze Knittelsheimermühle, Am Hochweg und Im Obersand.
Durch den Norden verläuft der Spiegelbach; in diesem Bereich zweigt von diesem von links die Sollach ab. Mitten durch den Ort verläuft der Brühlgraben.

## Geschichte
Eine frühe Besiedlung im Bereich der Gemeindegemarkung beweisen Funde aus der jüngeren Steinzeit, der Bronze- und Römerzeit. Am Gollenberg, südlich der heutigen Siedlung, wurde eine größere Ansiedlung und ein Gräberfeld nachgewiesen. In römischer Zeit wurde an dieser Stelle Ton gewonnen. Ein weiteres römisches Gräberfeld wurde in der Nähe der Straße Am Hochweg entdeckt.
Knittelsheim wurde im Jahr 808 im „Weißenburger Codex Traditionum“ erstmals als Cnutilesheim als Ort im Speyergau urkundlich erwähnt. Die Endung -heim lässt auf eine Gründung im 5. bis 6. Jahrhundert im Zuge der Fränkischen Landnahme schließen. Der erste Teil des Ortsnamens leitet sich mutmaßlich vom Namen Knutil ab, was eine Verkleinerungsform von „Knut“ darstellte.
Bis zum Ende des 18. Jahrhunderts gehörte der Ort zur Kurpfalz und unterstand dort dem Oberamt Germersheim.
Von 1798 bis 1814, als die Pfalz Teil der Französischen Republik (bis 1804) und anschließend Teil des Napoleonischen Kaiserreichs war, war Knittelsheim bis 1814 in den Kanton Germersheim eingegliedert. Danach gehörte die Gemeinde für wenige Jahre dem Kanton Landau an, ehe sie ins Germersheimer Pendant zurückkehrte. 1815 wurde der Ort Österreich zugeschlagen und kehrte in den Kanton Germersheim zurück. Bereits ein Jahr später wechselte Knittelsheim wie die gesamte Pfalz in das Königreich Bayern. Von 1818 bis 1862 gehörte die Gemeinde dem Landkommissariat Germersheim an; aus diesem ging das Bezirksamt Germersheim hervor.
Seit 1939 ist der Ort Bestandteil des Landkreises Germersheim. Nach dem Zweiten Weltkrieg wurde Knittelsheim innerhalb der französischen Besatzungszone Teil des damals neu gebildeten Landes Rheinland-Pfalz. Im Zuge der ersten rheinland-pfälzischen Verwaltungsreform wurde Knittelsheim 1972 in die neu geschaffene Verbandsgemeinde Bellheim eingegliedert.

## Bevölkerung

### Einwohnerentwicklung
Wenn nicht gesondert aufgeführt, ist die Quelle der Daten das Statistische Landesamt Rheinland-Pfalz.
| Jahr | Einwohner |
| ---- | --------- |
| 1802 | 444       |
| 1815 | 591       |
| 1835 | 667       |
| 1849 | 678       |
| 1861 | 613       |
| 1871 | 614       |
| 1905 | 597       |

| Jahr | Einwohner |
| ---- | --------- |
| 1939 | 586       |
| 1950 | 708       |
| 1965 | 687       |
| 1970 | 657       |
| 1975 | 696       |
| 1980 | 696       |
| 1985 | 734       |

| Jahr | Einwohner |
| ---- | --------- |
| 1990 | 734       |
| 1995 | 770       |
| 2000 | 883       |
| 2005 | 1.012     |
| 2010 | 1.012     |
| 2013 | 1.020     |
| 2023 | 1.026     |

### Religion

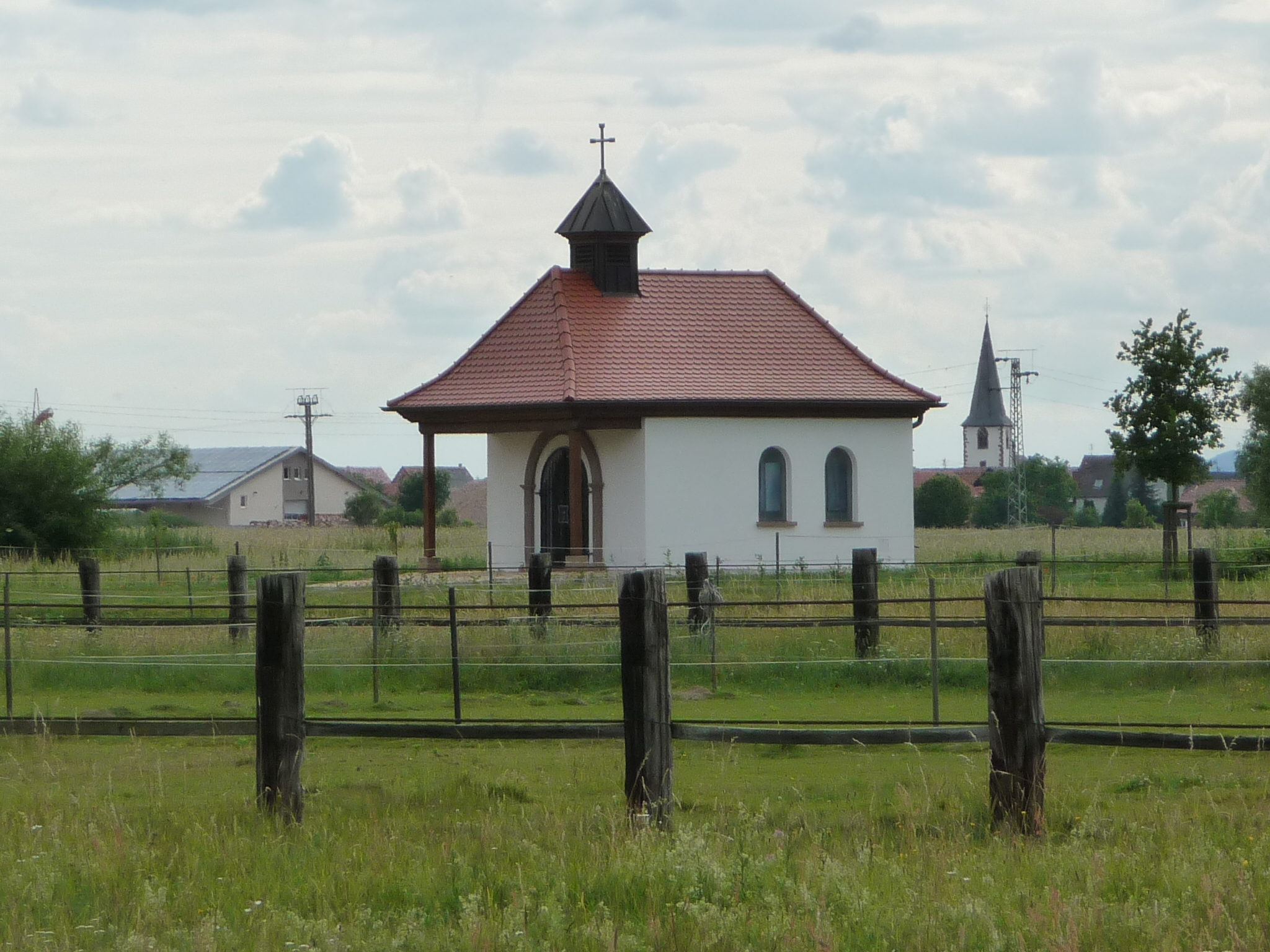
Knittelsheimer Kapelle am nordwestlichen Ortsrand

Der älteste schriftliche Nachweis einer Kirche in Knittelsheim stammt aus dem Jahr 1468. Mit Unterbrechungen war sie von 1556 bis etwa 1680 den Protestanten vorbehalten. Im Jahr 1705 fiel es gemäß der Kurpfälzischen Religionsdeklaration endgültig an die Katholiken. In den 1740er Jahren erhielten die Protestanten eine neue Kirche, die um 1827 abgerissen wurde. In den Jahren 1830 und 1831 wurde wiederum ein neues, heute noch bestehendes Gotteshaus an anderer Stelle errichtet. Die katholische Kirche wurde 1832 „wegen Alters und Raummangels“ bis auf den Turm abgerissen. Der Architekt August von Voit war für den heutigen Bau, der im Zeitraum von 1833 bis 1836 errichtet wurde, verantwortlich.
Im Jahr 1835 hatte Knittelsheim 667 Einwohner, von denen 415 (62 %) katholisch und 252 (38 %) protestantisch waren.
2012 waren 61,3 Prozent der Einwohner katholisch und 24,2 Prozent evangelisch. Die übrigen gehörten einer anderen Religion an oder waren konfessionslos.

## Politik

### Gemeinderat
Der Gemeinderat in Knittelsheim besteht aus 16 Ratsmitgliedern, die bei der Kommunalwahl am 9. Juni 2024 in einer personalisierten Verhältniswahl gewählt wurden, und dem ehrenamtlichen Ortsbürgermeister als Vorsitzendem.
Die Sitzverteilung im Gemeinderat:
| Wahl | SPD | CDU | FWG | Zik | Gesamt   |
| ---- | --- | --- | --- | --- | -------- |
| 2024 | 1   | 7   | 4   | 4   | 16 Sitze |
| 2019 | 1   | 7   | 5   | 3   | 16 Sitze |
| 2014 | 1   | 7   | 5   | 3   | 16 Sitze |
| 2009 | 1   | 7   | 5   | 3   | 16 Sitze |
| 2004 | 1   | 7   | 3   | 1   | 12 Sitze |

- FWG = Freie Wählergruppe Knittelsheim e. V.
- Zik = Wählergruppe Zukunft in Knittelsheim e. V.

### Bürgermeister
Hans-Jürgen Kuntz (CDU) wurde am 12. Juli 2024 Ortsbürgermeister von Knittelsheim. Bei der Direktwahl am 9. Juni 2024 war er als einziger Bewerber mit einem Stimmenanteil von 81,8 % für fünf Jahre gewählt worden.
| Jahr      | Bürgermeister        |
| --------- | -------------------- |
| 1801–1820 | Daniel Schott        |
| um 1827   | Franz Gensheimer     |
| 1838–1849 | Jakob Doll           |
| 1849–1866 | Peter Schott         |
| um 1867   | Jean Avril           |
| 1870–1875 | Johannes Herbott     |
| 1875–1897 | Martin Kruppenbacher |
| 1897–1900 | Lorenz Metz          |
| 1900–1910 | Georg Schott         |
| 1910–1914 | Georg Jakob Muschler |
| 1914–1919 | Hermann Schott       |
| 1919–1924 | Carl Schott          |

| Jahr      | Bürgermeister       | Partei |
| --------- | ------------------- | ------ |
| 1924–1933 | Georg Trauth        |        |
| 1933–1935 | Eugen Haas          |        |
| 1936–1942 | Peter Schott        |        |
| 1943–1945 | Heinrich Hoffmann 1 |        |
| 1945–1946 | Eugen Lutz 1        |        |
| 1946–1952 | Johann Böhm         |        |
| 1954–1956 | Albert Eichmann     |        |
| 1956–1974 | Hermann Böhm        |        |
| 1974–1999 | Kurt Starck         | CDU    |
| 1999–2024 | Ulrich Christmann   | CDU    |
| seit 2024 | Hans-Jürgen Kuntz   | CDU    |

### Wappen
| Banner, Wappen und Hissflagge |  |
|                               |  |
|                               |  |

| | Blasonierung: „In Silber drei vom Schildfuß aufsteigende grüne Schilfrohre mit braunen Schilfkolben, deren mittleres von den beiden äußeren, schrägrechts und -links überhöht wird, belegt mit einem blauen Hufeisen mit abwärts gekehrten Stollen, in das der mittlere Schilfkolben hineinwächst.“ |
| Es wurde am 14. Dezember 1950 vom Mainzer Innenministerium genehmigt und geht zurück auf ein Siegel aus dem Jahr 1730. Ein bereits 1939 eingereichter Genehmigungsantrag kam kriegsbedingt nicht zur Durchführung. | |

### Partnergemeinden
Seit 2006 unterhält Knittelsheim eine Partnerschaft mit der ungarischen Gemeinde Bősárkány.

## Kultur und Sehenswürdigkeiten

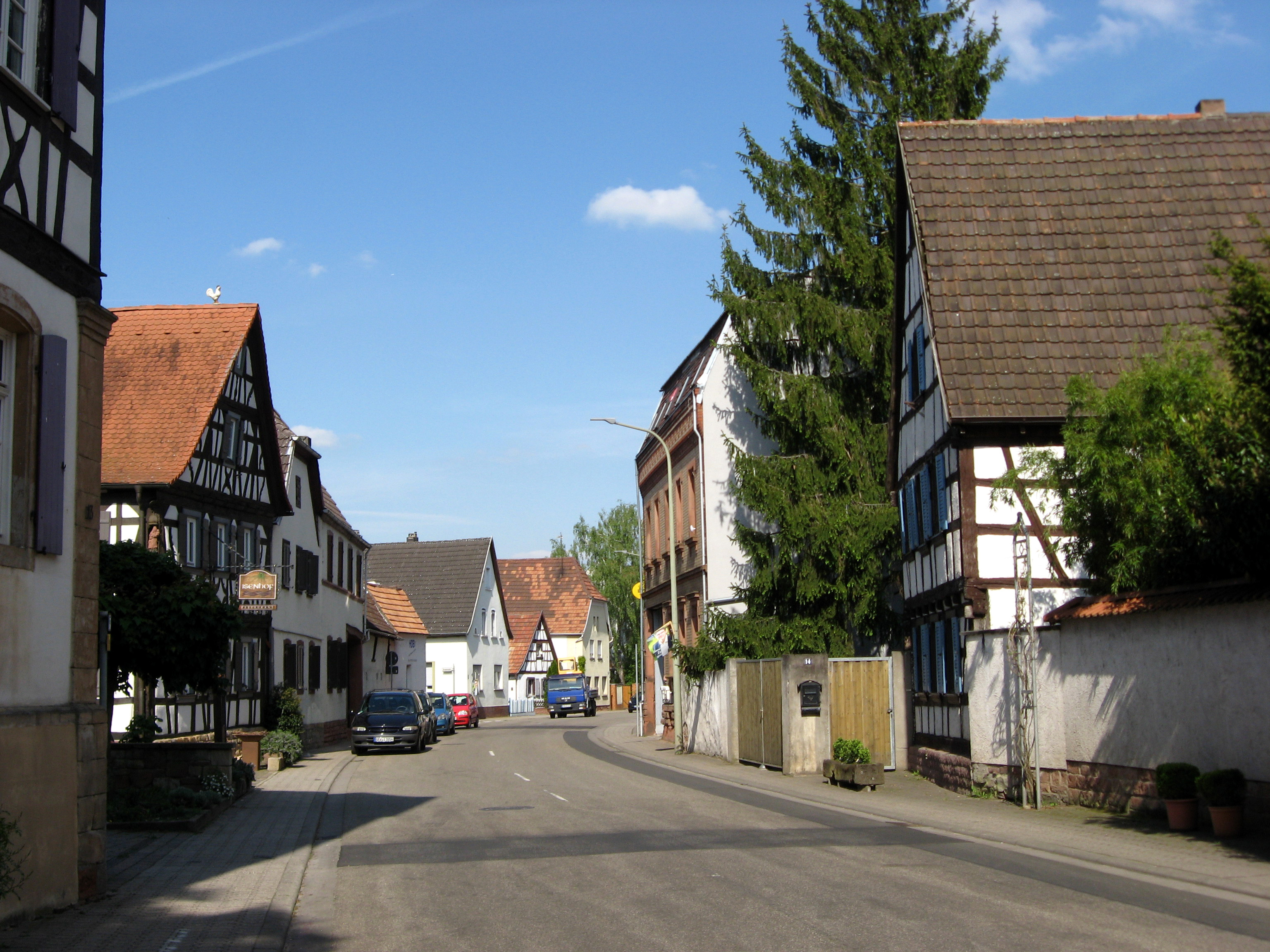
Denkmalzone Ortskern

### Kulturdenkmäler
Der Ortskern ist als Denkmalzone ausgewiesen.
Hinzu kommen insgesamt 17 Einzelobjekte, die unter Denkmalschutz stehen, darunter die evangelische Pfarrkirche und die katholische Kirche St. Georg.

### Natur
Innerhalb des Gemeindegebiets existieren zwei Naturdenkmale.

### Knittelsheimer Mühle

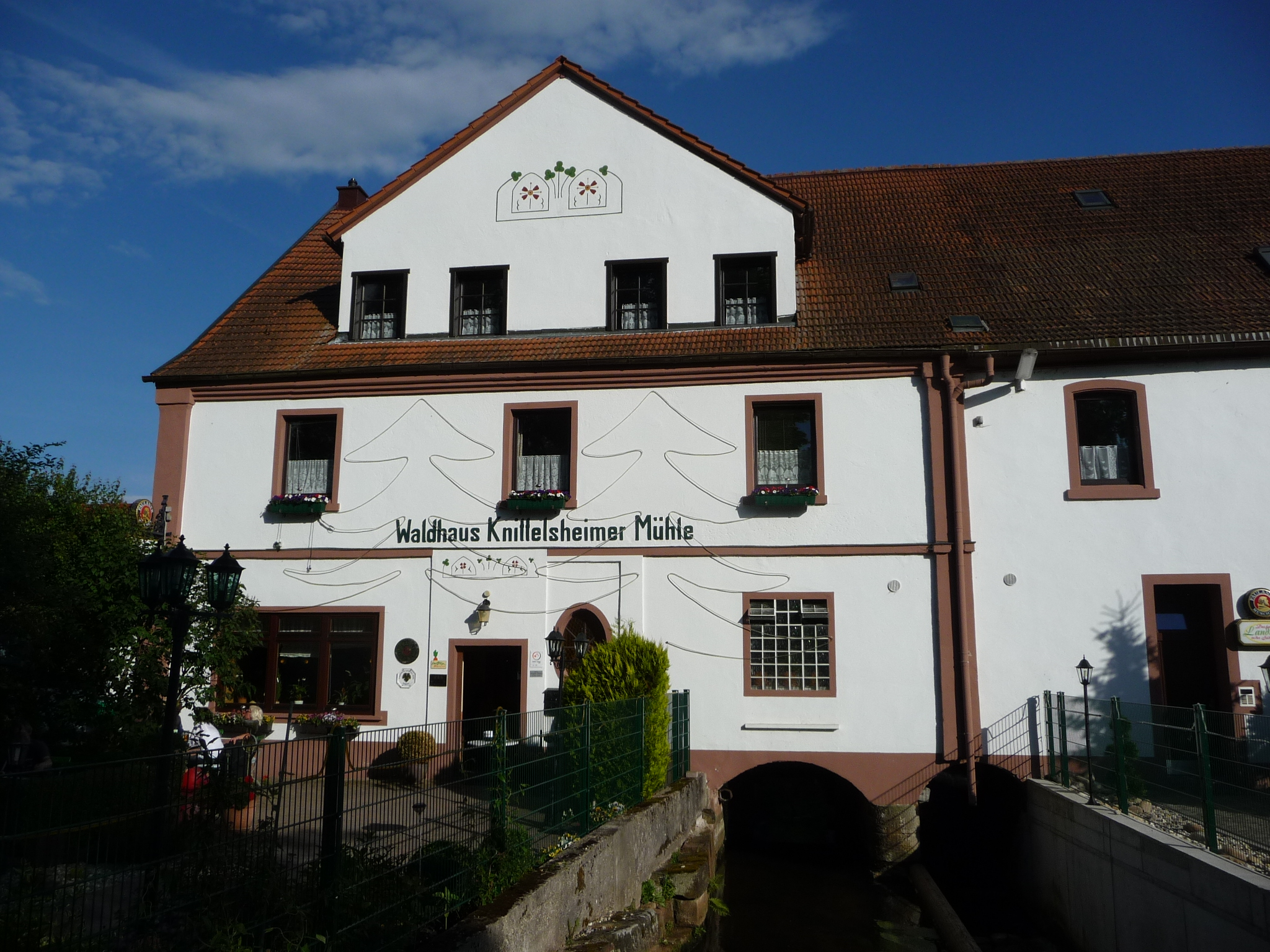
Knittelsheimer Mühle

Die Knittelsheimer Mühle am Spiegelbach (Lage) wurde in der zweiten Hälfte des 17. Jahrhunderts erbaut. Von 1768 bis 1898 war sie im Besitz der Familie Disqué, die insgesamt 12 Mühlen im Einzugsgebiet der Queich besaßen. Einige Jahre nachdem die Mühle von der Familie Disqué verkauft worden war, verlor sie ihre ursprüngliche Funktion. Mittlerweile fungiert das Anwesen als Restaurant und Landhotel.

### Regelmäßige Veranstaltungen
- Knittelsheimer Kerwe (Kirchweih), jährlich am ersten Oktoberwochenende, alle zwei Jahre Krönung des „Knillsemer Kätzel“
- Flammkuchenfest (seit 1996), jährlich am Tag vor Johannis, mit Johannisfeuer

## Wirtschaft und Infrastruktur

### Wirtschaft
Das Orgelbauunternehmen Poppe hatte von 1901 bis 1905 seinen Sitz in der Gemeinde. Im Zeitraum von 2003 bis 2017 entstand der Windpark Rülzheim-Herxheimweyher-Bellheim, der sich teilweise über die Gemarkung von Knittelsheim erstreckt. Vereinzelt wird vor Ort Weinbau betrieben; die innerhalb der Gemeindegemarkung liegende Weinlage Gollenberg gehört zur Großlage Hochstadter Trappenberg.

### Verkehr

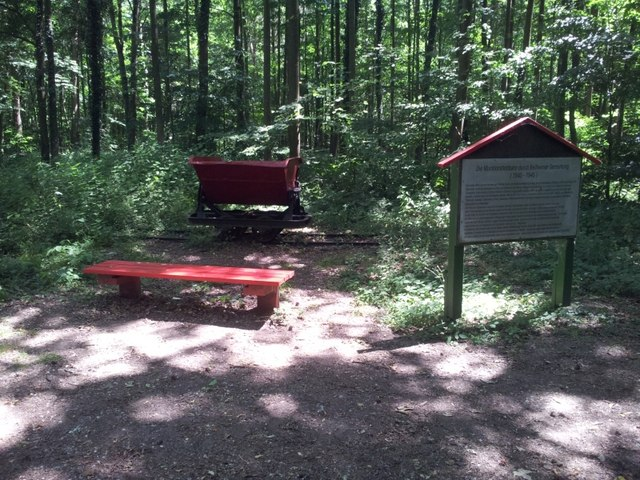
Denkmal zur Erinnerung an die Munitionsfeldbahn an der Kittelsheimer Mühle

Durch Knittelsheim verläuft die Landesstraße 509. Östlich der Gemeinde verläuft die Bundesstraße 9, die von Karlsruhe nach Speyer führt. Knittelsheim selbst ist über die Buslinien 550 und 552 an das Nahverkehrsnetz angeschlossen. On die westliche Richtung führen sie nach Landau in der Pfalz, während erstere nach Germersheim und letztere nach Rheinzabern führt.
An der Kittelsheimer Mühle existieren in der Gegenwart Gleisreste und eine als Denkmal aufgestellte Kipplore der ehemaligen Munitionsfeldbahn. Sie führte im Zweiten Weltkrieg vom Bahnhof Hochstadt an der Bahnstrecke Germersheim–Landau über die Waschbank (Waschhäusel) zum Munitionslager Monika im Knittelsheimer Wald. Von dort führten Gleise zu den Westwallbefestigungen an der französischen Grenze.

### Behörden
Die Gemeinde gehört zum Zuständigkeitsbereich des Amtsgericht Germersheim.

## Persönlichkeiten

### Mit Knittelsheim verbunden
- Hermann Schott (1842–1895), Rechtswissenschaftler, Rechtshistoriker und Hochschullehrer

### Ehrenbürger
- 1991, 11. Januar: Eduard Antoni (1914–1995), Pfarrer in Knittelsheim[23]
- 2006, 27. Mai: Kurt Starck (* 1941), Bürgermeister in Knittelsheim 1974 bis 1999[24]
- 2024, Januar: Ulrich Christmann (* 1958)[25], Bürgermeister von 1999 bis 2024[26]